# Betsy Jolas
Pour les articles homonymes, voir Jolas.
Betsy Jolas, née le 5 août 1926 à Paris, est une compositrice et pédagogue franco-américaine.

## Biographie
Betsy Jolas nait en 1926 à Paris,. Son père est l'écrivain, poète et critique littéraire Eugène Jolas, travaillant à l'époque en France pour le Chicago Tribune, et ami d'Henri Matisse, de James Joyce, et d'Edgard Varèse. Sa mère est Maria McDonald, éditrice et traductrice (de Gaston Bachelard notamment), cofondatrice avec son mari de la revue Transition, quelques mois après la naissance de leur fille Betsy. Ses parents sont, de 1927 à 1930, locataires de « La Boisserie » à Colombey-les-Deux-Églises avant son rachat par le Général de Gaulle en juin 1934.
En 1940, Betsy Jolas s'établit aux États-Unis avec ses parents. Là-bas, elle étudie l'harmonie et le contrepoint avec Paul Boepple, l'orgue avec Carl Weinrich (en) et le piano avec Hélène Schnabel. Elle obtient le diplôme du Bennington College tout en poursuivant des activités de pianiste, choriste et organiste pour les concerts des Chœurs Dessoff (en). Elle revient à Paris en 1946 pour compléter ses études avec Darius Milhaud, Simone Plé-Caussade et Olivier Messiaen au Conservatoire national supérieur de musique de Paris. 
De 1955 à 1970, elle est chargée de programmation à la radio. Soutenue par Henri Dutilleux, elle reçoit de nombreuses commandes (cantates radiophoniques, pièces orchestrales).
De 1971 à 1974, elle remplace Olivier Messiaen avant d'être nommée à sa propre classe d'analyse en 1975 et de composition en 1978. Elle enseigne également dans les universités américaines de Yale, Harvard, Berkeley, USC, San Diego, ainsi qu'à la chaire Darius-Milhaud du Mills College.
Tout en côtoyant l’univers effervescent de l’avant-garde de la génération d’après guerre — certaines de ses œuvres sont créées au Domaine musical —, Betsy Jolas est une figure indépendante. Dans une époque où, comme elle l'affirme elle-même (Preuves, n°178, décembre 1965), « il fallait voter sériel ou s’abstenir », elle résiste à l’emprise du sérialisme « pur et dur » qui touche toute une génération de compositeurs. Betsy Jolas refuse la rupture et, dans son enseignement comme dans son œuvre, défend une conception de l’histoire comme évolution stylistique continue. Aussi les appuis issus de la tradition fondent constamment chez elle l’acte d’invention.
Betsy Jolas est lauréate du Concours international de jeunes chefs d'orchestre en 1953, du Prix de la Fondation Copley de Chicago (1954), du Prix de l’ORTF (1961), du Prix de l’American Academy of Arts (1973), du Grand Prix national de la musique (1974), du Grand Prix de la ville de Paris (1981), du Grand Prix de la SACEM (1982), du Prix international Maurice-Ravel et « Personnalité de l’année » pour la France (1992), du Prix SACEM de la meilleure création de l’année (1994), Prix René-Dumesnil (2003), du Prix du Président de la République (2012). 
Betsy Jolas est par ailleurs professeur honoraire au Conservatoire de Paris, où elle a enseigné l’analyse et la composition, membre de l'Académie américaine des arts et des lettres (depuis 1983) et de l’Académie américaine des arts et sciences (1995), commandeure des Arts et des Lettres (1985), officière de l’Ordre national du mérite (2001) et de la Légion d’honneur (2011).
Betsy Jolas honore d’importantes commandes, aussi bien de l’État français, dont Schliemann (1982-1993), avec le concours de l’Opéra de Lyon (mis en scène en 1995 par Alain Françon et dirigé par Kent Nagano), que d’institutions étrangères : Tales of a Summer Sea (Festival de Tanglewood, 1977), A Little Summer Suite (Orchestre philharmonique de Berlin, 2015).
Betsy Jolas a trois enfants : le traducteur Frédéric-Eugène Illouz (1950-), l'artiste peintre graveuse Claire Illouz (1955-), et le trompettiste de jazz Antoine Illouz (1959-).

## Recherches
Betsy Jolas donne plusieurs interviews pour rendre compte de son rapport à la musique, aux compositeurs et à la voix (Le Monde, 6décembre 2022). Plus précisément dans un entretien qu’elle accorde à la revue La Cause du désir, Betsy Jolas aborde le rapport des compositeurs à leur création et à la voix. C'est de sa rencontre avec Pierre Reverdy qu'est née cette recherche. Elle avait mis des poèmes en musique que Pierre Reverdy a reçu avec intérêt mais il lui a demandé de jouer au piano ces poèmes sans les chanter. C'est ainsi qu'a émergé la dimension de la voix : « Cela a été le début pour moi d'un questionnement qui est toujours présent sur ce que j'appelle la vocalité dans la musique. » Dans une conférence au Collège de France, elle soutient que « la voix n'était pas un instrument comme les autres, étant à la fois l'instrument et l'instrumentiste. »
Relisant le travail de Betsy Jolas, Valérie Deshoulières note : « À l’instar de Messiaen dont elle fut l’élève, puis qu’elle remplaça à partir de 1971 au Conservatoire National Supérieur de Musique, Betsy Jolas affirme son originalité en composant avec le Passé. En le recomposant. »

## Décorations
- Commandeure de l'ordre des Arts et des Lettres, 1985
- Officière de la Légion d'honneur, 2010[10]
- Commandeure de la Légion d'honneur, 2022[11]

## Distinctions
- Grand prix national de la musique, 1974
- Grand prix de la ville de Paris, 1981
- Grand prix de la SACEM, 1982
- Prix international Maurice-Ravel, 1992
- Victoire de la musique classique 2021, compositeur de l'année, pour son quatuor à cordes Topeng[12].

## Œuvres
Une partie des partitions des œuvres de Betsy Jolas est éditée par les Éditions Billaudot.

### Opéras
- Le pavillon au bord de la rivière, pour soprano, six chanteurs, deux flûtes, trois trombones et percussion, 1975.
- Le cyclope sur un texte d'Euripide pour neuf chanteurs, deux saxophones ténor, trois trombones, guitare électrique, basse et percussion
- Schliemann sur un livret de B. Bayen, 1986.

### Musique de chambre
- Pour clavecin
  - Autour (1972), Auprès (1980)

- Pour harpe
  - Tranche (1976)

- Pour orgue
  - Musique de jour (1976)

- Pour violoncelle
  - Scion, pour violoncelle seul (1973)
  - Épisode cinquième, pour violoncelle seul (1983)
  - A Fancy for Anssi, pour violoncelle seul (2010)
  - Ravery, pour Pierre en ce jour, pour violoncelle seul (2015)

- Pour alto
  - Épisode sixième (1984)

- Quatuors 
  - Quatuor I pour quatuor à cordes, 1956.
  - Quatuor II pour soprano, violon, alto et violoncelle, 1964. Durée : 15 min
  - Quatuor III - 9 études: pour quatuor à cordes, 1973. Durée : 17 min
  - Quatuor IV - Menus propos, 1989. Durée : 2 min 30 s
  - Quatuor V, 1993. Durée : 23 min
  - Quatuor VI avec clarinette, 1997. Durée : 10 min
  - Quatuor VII - Afterthoughts pour trompette, violon, alto, violoncelle, 2018
  - Quatuor VIII - Topeng pour quatuor à cordes, 2019

- Pièces pour alto et piano
  - Quatre duos (1979), Quoth the raven (1993, d'après Edgar Allan Poe, version pour alto et piano), Ruht wohl (2011)[14]

- Pièces pour violoncelle et piano
  - Quatre pièces en marge (1983), Femme le soir (2018), Mon ami (1974/2019)[14]

- Pièces pour piano
  - Pièce pour (1997), Pièce pour Saint-Germain (1981), B for Sonata (1974), Postlude (2006), Signets - Hommage à Maurice Ravel (1987)

### Orchestre - Ensembles
- Stances pour piano et orchestre (1978)
- Liring ballade pour baryton et orchestre (1980)
- J.D.E. pour quatorze musiciens (1966)
- Quatre plages pour 14 violons, quatre altos, quatre violoncelles, deux contrebasses, 1967. Durée : 6 min 30 s
- Concerto pour alto Point d'aube (1968)
- Quatre psaumes de Schütz, 1996. Durée : 12 min 40 s
- B Day, 2006. Durée : 16 min
- Tales of the summer sea pour orchestre, 1977. Durée : 15 min 30 s
- Well Met 04, 2004. Durée : 55 min
- L'ascension du Mont Ventoux (motet IV et interludes), 2004. Durée : 55 min
- A Little Summer Suite, 2015. Durée: 11 min 35 s
- Side Roads, pour violoncelle et orchestre à cordes (2017). Durée : 20 min
- Letters from Bachville. Durée: 16 min

## Discographie
- B for Betsy, Géraldine Dutroncy (piano), Laurent Calmatte (alto), Hortus099, 2012